# Frederick Antal
Frederick Antal, auch: Frigyes Antal, Friedrich von Antal (geboren 21. Dezember 1888 in Budapest, Österreich-Ungarn; gestorben 4. April 1954 in London) war ein ungarisch-britischer Kunsthistoriker.

## Leben
Nach einem abgeschlossenen Studium der Rechtswissenschaften studierte Antal Kunstgeschichte an den Universitäten von Budapest, Freiburg i. B., Paris, sowie in Berlin bei Heinrich Wölfflin und bei Franz Wickhoff in Wien, wo er 1914 bei Max Dvořák über Klassizismus, Romantik und Realismus in der französischen Malerei promoviert wurde. 1914/15 fand er eine Anstellung als Kustos im Budapester Kunstmuseum. Er war im Haus von Béla Balázs Teilnehmer des Budapester „Sonntagskreises“, der von György Lukács geleitet wurde. An der „Freien Schule der Geisteswissenschaften“ hielt er im März 1917 eine Vorlesung über „Cézanne und die Malerei nach Cézanne“, im Februar 1918 wurde von ihm Die „Entstehung der Komposition und Inhalt der modernen Malerei“ angekündigt.
In der Ungarischen Räterepublik wurde Antal zum Vorsitzenden des Direktoriums des Kunstmuseums bestimmt und organisierte mit Otto Benesch eine Ausstellung. Im Sommer 1919 wurde die Räterepublik niedergeschlagen und Antal floh nach Wien. Bis 1923 hielt er sich danach mit seiner Frau für Kunststudien in Italien, insbesondere Florenz, auf. Zwischen 1923 und 1933 wohnte er in Berlin und war mit Bruno Fürst Herausgeber der „Kritischen Berichte zur kunstgeschichtlichen Literatur“. 1932 machte er eine Studienreise in die Sowjetunion.
Nach Machtübergabe an die Nationalsozialisten floh er 1933 nach England. Dort schrieb er sein Hauptwerk über die florentinische Malerei, das in der traditionellen Kunstgeschichte als marxistisch abgelehnt wurde, lehrte am Courtauld Institute und freundete sich mit Anthony Blunt an. Seine Untersuchungen über die Kunst im Vorfeld der Französischen Revolution zu Johann Heinrich Füssli und William Hogarth wurden erst postum veröffentlicht.
Antal war zuerst mit Ilona Waldbauer verheiratet, dann mit Theodora von Loebell, mit der er einen Sohn Georg (* 1926) hatte, und später in England mit Evelyn Forster Edwards.

## Schriften (Auswahl)
- Gedanken zur Entwickelung der Trecento & Quattrocento Malerei in Siena und Florenz
- Raffael zwischen Klassizismus und Manierismus : eine sozialgeschichtliche Einführung in die mittelitalienische Malerei des 16. und 17. Jahrhunderts, Gießen : Anabas-Verl. , 1980, ISBN 3-87038-068-3
- Hogarth und seine Stellung in der europäischen Kunst, Dresden : Verl. der Kunst, 1991
- Füssli-Studien, Dresden : Verlag der Kunst, VEB, 1973
- Die florentinische Malerei und ihr sozialer Hintergrund, Berlin : Henschel, 1958 (Florentine painting and its social background; the bourgeois republic before Cosimo de' Medici's advent to power: XIV and early XV centuries, London, K. Paul [1948])
- Kritische Berichte zur kunstgeschichtlichen Literatur (1927-1937), Hildesheim, New York, G. Olms, 1972.
- Beitrag in: Rembrandt : des Meisters Gemälde, Stuttgart ; Leipzig : Deutsche Verlags-Anstalt, 1909.
- Zwischen Renaissance und Romantik. Studien zur Kunstgeschichte.  Verlag der Kunst, Dresden 1975 (Fundus-Reihe 38/39)